# Ожиріння в Україні
Ожиріння в Україні є однією із найактуальніших проблем охорони здоров'я. За оцінками, проведеними ще в 2012 році, надлишкову масу тіла мали 53 % жителів України, і близько 20 % з них хворі на ожиріння, і їх число постійно зростає. Станом на 2016 рік, за даними Всесвітньої організації охорони здоров'я, вже 58,4 % українців старше 18 років мали зайву вагу, а 25 % страждали на ожиріння. Для прикладу, 1990 року, зайву вагу в Україні мало — 48,9 % населення. Збільшення кількості людей з ожирінням пов'язується як із нераціональним харчуванням, так і з гіподинамією, постійними психологічними стресами, порушенням у роботі нервової та ендокринної систем, і цей підсумок узгоджується зі світовими тенденціями щодо поширеності ожиріння, де перші місця посідають найрозвиненіші індустріальні країни світу, такі як США, Велика Британія, Угорщина, Китай та низка інших європейських країн, спостерігається зростання поширеності ожиріння і в інших регіонах планети, причому як серед дорослих, так і серед дітей.

## Поширеність
За даними на 2012 рік, надлишкову масу тіла мали 53 % жителів України, і близько 20 % з них були хворими на ожиріння. За оцінками 2012 року, регіонами із найвищою поширеністю ожиріння були Донецька та Полтавська області, на третьому місці розміщувалась Херсонська область. Регіоном із найменшим поширенням ожиріння була Автономна Республіка Крим, де спостерігалась надлишкова вага лише в 49,7% осіб, і тільки 12,7% осіб були хворими на ожиріння, пізнішими дослідженнями встановлено, що регіонами із меншим поширенням ожиріння є області Західної України. Постійно зростає поширеність ожиріння й серед дітей, яка складала 13,4 % на кінець 2017 року, причому щорічне виявлення ожиріння ожиріння серед дітей в Україні становить 15,5 тисяч випадків. Станом на 1 січня 2016 року, найбільша поширеність ожиріння серед дітей спостерігалась у Вінницькій області, а найнижча — в Луганській області.

## Причини
Найчастіше причинами ожиріння в Україні є неправильне харчування, тобто надмірне вживання в їжу жирного м'яса, сала, масла, ковбас, сосисок, поширеним також є споживання фаст-фуду, мучних виробів, солодощів та шоколаду, нерегулярне харчування — у тому числі споживання їжі 1...2 рази на добу у великій кількості, іноді лише у вечірній та нічний час, зменшення споживання овочів та фруктів. Важливий вплив на розвиток ожиріння мають також гіподинамія, часті психологічні стреси, депресія, дратівливість та заклопотаність. Важливе місце у розвитку ожиріння посідають також порушення роботи нервової та ендокринної систем. У дітей причинами розвитку ожиріння вважаються генетичні фактори, незбалансоване харчування, недостатнє фізичне навантаження. Важливий вплив на розвиток ожиріння у дітей, має також постійне їх перегодовування.